# Jean-François Carteaux

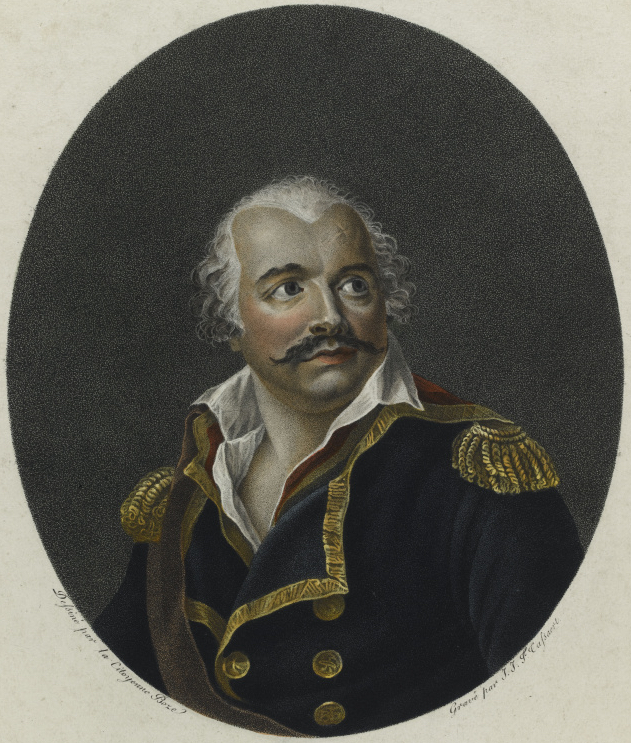
Jean-François Carteaux

Jean-François Carteaux (* 31. Januar 1751 in Gouhenans (im heutigen Département Haute-Saône); † 12. April 1813 in Paris) war ein General der französischen Armee.

## Biografie
Als Sohn eines Dragoners des Régiment Royal-Pologne cavalerie in Thianges wuchs er in der Garnison auf und zog mit seinem Vater in das Hôtel des Invalides in Paris, wo er seiner Stellung gemäß erzogen wurde. Der Maler Gabriel François Doyen bemerkte früh seine zeichnerische Begabung und bildete ihn mit schnellem Erfolg aus. Durch den Einfluss des Vaters durchlief er weiterhin auch eine militärische Ausbildung in verschiedenen Regimentern, kam aber immer wieder zurück an die Leinwand, wobei er mehrere bekannte Historien- und Schlachtenbilder schuf. Nach verschiedenen Reisen durch Europa kehrte er zur Zeit der französischen Revolution nach Frankreich zurück und wurde schnell ein Anhänger ihrer Prinzipien. Im Juli 1789 wurde er Adjutant des Militärgouverneur von Paris. Gleichzeitig schuf er 1791 ein Reiterporträt von Ludwig dem XVI.
Als Sous-Lieutenant der von der Revolution gegründeten Nationalgarde  zeichnete er sich bei der Erstürmung der Tuilerien am 10. August 1792 aus, woraufhin er erst zum General-Adjutant und anschließend Kommandeur einer Division der Armée des Alpes (Alpenarmee) wurde.

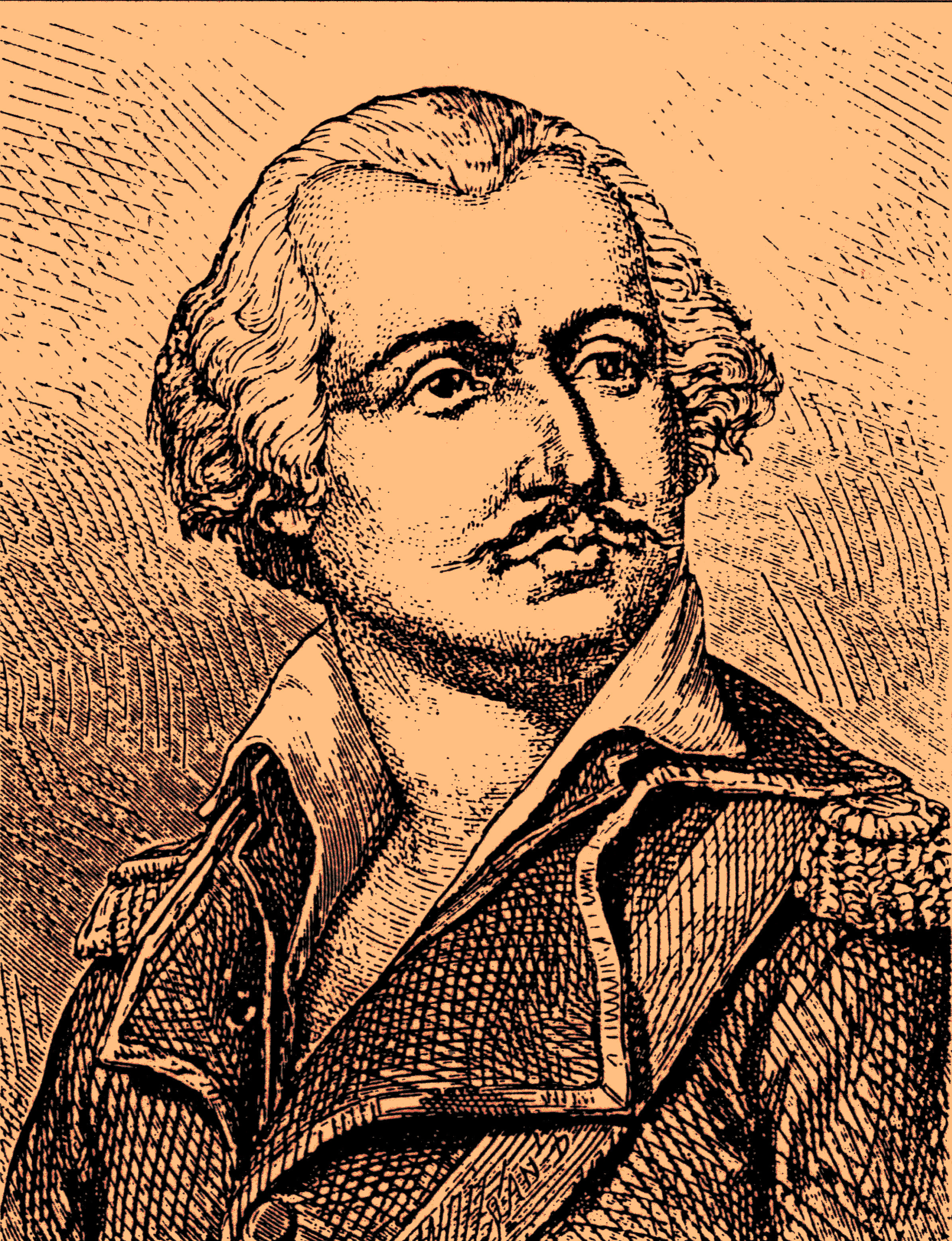
Général Jean-François Carteaux, Sieger über die Royalisten in der Provence

Gegen die aufständischen Royalisten in der Provence im Süden Frankreichs ins Feld geschickt, schlug er sie bei Pont-Saint-Esprit am 13. Juli 1793, rückte in Avignon am 25. Juli 1793 ein und schlug und zerstreute sie erneut in Cadenet. Am 25. August ergab sich Marseille.
Dann wurde ihm vom französischen Nationalkonvent befohlen, 1793 die Belagerung von Toulon (1793) durchzuführen. Eine Einnahme der Stadt gelang ihm jedoch nicht, sodass er durch General Jacques François Dugommier ersetzt wurde. Die dann doch noch erfolgte Eroberung der Stadt ging maßgeblich auf die Pläne des damals noch untergeordneten Napoleon Bonaparte zurück.
Carteaux erhielt danach das Kommando über die französische Armée d’Italie (Italienarmee) und die Armée des Alpes (Alpenarmee). In Marseille wurde er am 2. Januar 1794 auf Anordnung des Wohlfahrtsausschusses verhaftet und am 2. Januar 1794 in der Conciergerie in Paris eingesperrt. Nach dem Fall von Robespierre auf freien Fuß gesetzt, hatte er vor seiner Pensionierung 1805 noch Funktionen in der französischen Nationallotterie und im Fürstentum Piombino.